# Crawfords de Pittsburgh
Les Crawfords de Pittsburgh (en anglais : Pittsburgh Crawfords) sont un club de baseball fondé en 1926 à Pittsburgh (Pennsylvanie) évoluant en Negro Leagues. Le club déménage à Toledo (Ohio) en 1939 puis à Indianapolis (Indiana) en 1940 avant de cesser ses activités. Les Crawfords remportent trois titres de la Negro National League (1933, 1935 et 1936). Parmi ses principaux joueurs, citons Oscar Charleston, qui fut également manager, Satchel Paige, Josh Gibson, Judy Johnson et Cool Papa Bell.

## Histoire
Les Crawfords de Pittsburgh sont fondés en 1926 comme un club de jeunes. Pris en mains en 1931 par Gus Greenlee, le club devient rapidement l'une des meilleures équipes du pays avec des joueurs comme Oscar Charleston, Satchel Paige, Josh Gibson, Judy Johnson et Cool Papa Bell. Club indépendant en 1932, Pittsburgh enregistre 99 victoires pour 36 défaites. Greenlee fonde la Negro National League en 1933. 
Au terme de la première saison de la NNL, Greenlee partage le titre entre les Crawfords et les Cole's Chicago American Giants. En 1934, les Crawfords sont, de loin, les meilleurs sur l'ensemble de la saison régulière, mais ils ne prennent pas part à la série finale. En 1935 et 1936, la domination des Crawfords est telle, qu'elle fait figure de meilleure formation de l'histoire des Negro Leagues. 
Pour protester contre la Sunday blue law interdisant la tenue de match de baseball le dimanche, Greenlee programme un match entre les Crawfords et les Homestead Grays un lundi matin, à minuit et une minute. Les 7500 places du Gus Greenlee Field sont vendues. 
À partir de 1937, les joueurs vedettes de l'équipe quittent les Crawfords. C'est l'amorce du déclin. Gus Greenlee vend la franchise en 1939 et cette dernière part s'installer à Toledo (1939) puis à Indianapolis (1940) avant de cesser ses activités.

## Palmarès
- Champion de la Negro National League : 1933 (titre partagé), 1935 et 1936.